# Sybaguasu subcarinatum
Sybaguasu subcarinatum är en skalbaggsart som först beskrevs av Bates 1885. Sybaguasu subcarinatum ingår i släktet Sybaguasu och familjen långhorningar.
Artens utbredningsområde är Panama. Inga underarter finns listade i Catalogue of Life.